# Janette Scott

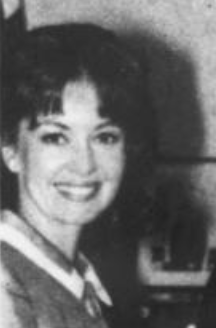
Janette Scott, 1966

Janette Scott, all'anagrafe Thora Janette Scott (Morecambe, 14 dicembre 1938), è un'attrice britannica.

## Biografia
Figlia degli attori Jimmy Scott e Thora Hird, iniziò la sua carriera come attrice bambina, diventando nota nei primi anni cinquanta come volto televisivo in programmi per l'infanzia della BBC. Passata al cinema, uno dei suoi primi ruoli da adulta fu quello di Cassandra nel kolossal mitologico Elena di Troia (1956) di Robert Wise. Nel 1959 divenne popolare anche presso il pubblico americano grazie al ruolo della moglie del reverendo Anthony Anderson (Burt Lancaster) in Il discepolo del diavolo, diretto da Guy Hamilton e interpretato anche da Kirk Douglas e Laurence Olivier.
Tra i suoi ruoli cinematografici più noti, da ricordare quello di April Smith nella commedia La scuola dei dritti (1960), in cui è oggetto dell'attenzione di Ian Carmichael e Terry-Thomas. Nella prima metà degli anni sessanta la carriera dell'attrice raggiunse l'apice, con una dozzina di ruoli di protagonista all'attivo in commedie come Scambiamoci le mogli (1961), nell'horror fantascientifico L'invasione dei mostri verdi (1962), nella commedia horror Il castello maledetto (1963), remake dell'omonimo film diretto nel 1932 da James Whale, nel thriller Il rifugio dei dannati (1964), e nel catastrofico Esperimento I.S.: il mondo si frantuma (1965).
Si ritirò dalle scene nella seconda metà degli anni sessanta, dopo il secondo matrimonio con il cantante jazz e compositore Mel Tormé, che sposò nel 1966 e da cui divorziò nel 1977. Dal 1981 è sposata con William Rademaekers.

## Filmografia parziale

### Cinema
- La lampada arde (The Lamp Still Burns), regia di Maurice Elvey (1943)
- Alto tradimento (Conspirator), regia di Victor Saville (1949)
- Il viaggio indimenticabile (No Highway in the Sky), regia di Henry Koster (1951)
- Stupenda conquista (The Magic Box), regia di John Boulting (1951)
- La pace torna in casa Bentley (As Long as They're Happy), regia di J. Lee Thompson (1955)
- Elena di Troia (Helen of Troy), regia di Robert Wise (1956)
- Quando l'amore è poesia (Now and Forever), regia di Mario Zampi (1956)
- The Good Companions, regia di Jack Lee Thompson (1957)
- Il discepolo del diavolo (The Devil's Disciple), regia di Guy Hamilton (1959)
- La scuola dei dritti (School for Scoundrels), regia di Robert Hamer (1960)
- Scambiamoci le mogli (His and Hers), regia di Brian Desmond Hurst (1961)
- Non scherzate col timone (Double Bunk), regia di C.M. Pennington-Richards (1961)
- Due più due fa sei (Two and Two Make Six), regia di Freddie Francis (1962)
- L'invasione dei mostri verdi (The Day of the Triffids), regia di Steve Sekely (1962)
- Il rifugio dei dannati (Paranoiac), regia di Freddie Francis (1963)
- L'avventuriero di re Artù (Siege of the Saxons), regia di Nathan Juran (1963)
- Il castello maledetto (The Old Dark House), regia di William Castle (1963)
- Giungla di bellezze (The Beauty Jungle), regia di Val Guest (1964)
- Esperimento I.S.: il mondo si frantuma (Crack in the World), regia di Andrew Marton (1965)
- Bikini Paradise, regia di Gregg G. Tallas (1967)

### Televisione
- BBC Sunday-Night Theatre - serie TV, 1 episodio (1957)
- BBC Sunday-Night Play - serie TV, 1 episodio (1960)
- La legge di Burke (Burke's Law) – serie TV, episodio 3x04 (1965)
- Last of the Summer Wine - serie TV, 1 episodio (1997)

## Doppiatrici italiane
- Fiorella Betti in L'avventuriero di Re Artù, Il castello maledetto
- Miranda Bonansea in Elena di Troia
- Adriana De Roberto in L'invasione dei mostri verdi
- Lucia Catullo in Giungla di bellezze
- Liliana Sorrentino in Alto tradimento (ridoppiaggio)